# Grandpaparapa (Powrót króla)
Grandpaparapa (Powrót króla) – druga kompilacja nagrań polskiego rapera Liroya. Wydawnictwo ukazało się 21 grudnia 2007 roku nakładem oficyny DEF Entertainment należącej do rapera.
Pierwsza płyta to 18 utworów podsumowujących dotychczasową twórczość Liroya. Na drugim nośniku znalazły się album East On Da Mic wydany w 1992 roku pod pseudonimem P.M. Cool Lee.

## Lista utworów
CD1: (Best of 1994–2007)
1. „Scyzoryk” (gość. Wzgórze Ya-Pa 3)
2. „Śleboda (Sen o wolności)”
3. „Coraz daley od rayoo”
4. „Bafangoo”
5. „Mano-a-mano”
6. „Daleko zaszło...”
7. „Apokalipsa”
8. „Moja autobiografia”
9. „Kiedy jesteś na dnie...”
10. „Nie rozumiem (dlaczego tak jest?!)”
11. „Kto to taki?”
12. „Hello (czy ty czujesz to?)” (gość. Lionel Richie)
13. „Jak tu się nie wkurwić”
14. „I wiem, że będzie zajebiście” (gość. Lipa)
15. „L Nińo” (gość. Onil)
16. „Wykompe ci matkie” (gość. Red)
17. „W biegu” (gość. Ania Dąbrowska)
18. „L.I.R.O.Y” (gość. Onil)

CD2: (PM Cool Lee „East On Da Mic”)
1. „Am I Still In Yer Heart?”
2. „East On Da Mic”
3. „I'm Back”
4. „Cool Thang”
5. „Głodny”
6. „Bust a Move”
7. „I'm a Rebel”
8. „Dirty Rhymes”
9. „Just Another Jam”
10. „Ciemna strona”
11. „Ta noc jest za krótka na sen RMX 1”
12. „Ta noc jest za krótka na sen RMX 2”
13. „Ta noc jest za krótka na sen RMX 3”